# 親衛隊 (ナチス)
親衛隊（しんえいたい、独：Schutzstaffel  発音、シュッツシュタッフェル、略号：SS）は、ドイツの政党、国民社会主義ドイツ労働者党の組織であり、主に第一次世界大戦時の将校や指揮官などの退役軍人が高官を務めた。ドイツ語でSchutzが「護衛」「防護」、Staffelが「梯団」「梯隊」を意味する。

## 概要
元は字義どおり、ナチ党党首アドルフ・ヒトラーを護衛する党内組織（親衛隊）として1925年に創設された。当初は突撃隊の傘下にあった。
1929年にハインリヒ・ヒムラーが親衛隊全国指導者に就任し、彼の下で党内警察組織として急速に勢力を拡大。ナチ党が政権を獲得した1933年以降、国家警察組織との一体化が進められた。保安警察（ゲシュタポと刑事警察）、秩序警察、親衛隊情報部、強制収容所など、ナチス時代のドイツの主要な警察・治安組織および諜報組織はほぼ全て親衛隊の傘下に置かれていた。1934年の突撃隊粛清後には正規軍である国防軍から軍事組織の保有を許可され、親衛隊特務部隊（後の武装親衛隊）を創設した。以降特務部隊以外の親衛隊員は一般親衛隊と呼ばれるようになった。
第二次世界大戦中、武装親衛隊がヨーロッパ各地で戦ったが、警察業務の親衛隊はドイツ及びドイツ占領下のヨーロッパ諸国において支配の維持、反独勢力の逮捕・処刑、強制収容所の管理、ユダヤ人狩りなどにあたった。
親衛隊は党内で率先してユダヤ人の絶滅計画に携わり、絶滅収容所の設立・管理や、アインザッツグルッペンを編成するなどして組織的にユダヤ人の虐殺を図った。そのため、親衛隊は悪名高い組織となり、戦後のニュルンベルク裁判では、全ての親衛隊組織は「犯罪組織（英：Criminal Organization）」であるとする認定を受けた。21世紀に入って尚、元隊員達は本人の死亡が確認されるまで犯罪者として追跡され、居所が確認されれば高齢であっても逮捕、裁判に掛けられている。
親衛隊のモットーは「Meine Ehre heißt Treue（忠誠こそ我が名誉、我が名誉は忠誠を宣する事）」。

## 歴史

### 前身
1920年の結党から1933年の政権獲得までは、敵対政党への武力組織として突撃隊（SA）があった。
党首アドルフ・ヒトラー個人のボディーガード集団としては、1923年3月に「司令部護衛隊（Stabswache）」が創設されたのが最初である。この組織は1923年5月に「アドルフ・ヒトラー特攻隊（Stoßtrupp Adolf Hitler）」に改組された。特攻隊の隊員数は200名ほどであり、隊長は突撃隊員ユリウス・シュレック退役大尉とナチ党財務担当ヨーゼフ・ベルヒトルト退役少尉の二人で務めていた。
1923年のミュンヘン一揆の際、アドルフ・ヒトラー特攻隊は、警官隊の銃撃で転倒したヒトラーを文字通り盾となってかばい、5名の隊員が警官の銃撃を受けて死亡した。ウルリヒ・グラーフもヒトラー特攻隊の隊員としてヒトラーをかばい、重傷を負った人物である。この時、彼らの血で染まった党旗が残されたが、ヒトラーは彼らの功績を忘れず、のちにニュルンベルク党大会で、突撃隊や親衛隊の部隊にこの「血染めの党旗」に触れさせて忠誠を誓わせる儀式を行っている。
ミュンヘン一揆の失敗で、ナチ党も突撃隊もアドルフ・ヒトラー特攻隊も強制的に解散させられた。

### 結成
1924年12月20日にランツベルク刑務所を出獄したヒトラーは、バイエルン州首相ハインリヒ・ヘルトと会談して二度と一揆を起こさない事を約束するなどして、1925年2月25日にナチ党に対する非常事態宣言の解除にこぎつけた。これによりナチ党を再建することが可能となり、2月27日にヒトラーはナチ党の再結党宣言を行った。
ナチ党組織の再建の中でヒトラーは、1925年4月中旬にユリウス・シュレックに自らの警護部隊を再建するよう命じた。2週間後の5月にこの組織は「親衛隊（Schutzstaffel）」の名前を与えられた。発足当時の親衛隊隊員数はわずかに8名であった。
初期の親衛隊には以下のような入隊条件があった。
- 年齢23歳から35歳まで
- 2人以上の保証人が立てられる
- 同一の住居に5年以上居住している旨を警察に届けてある

また、親衛隊の行動指針にはアルコール中毒者、おしゃべり、非行歴がある者は酌量されないと定められていた。ドイツ人であればほとんど誰でも入隊できた突撃隊と異なり、親衛隊は設立当初から一定の入隊条件が存在していたことになる。親衛隊は設立後すぐにドレスデンにおいて共産党員50名によるナチ党集会襲撃の企みを未然に防いで功績をあげた。
シュレックは親衛隊の拡張に努め、1925年9月には全ての地方党グループに親衛隊を設置するよう命令を下した。1925年クリスマスの親衛隊の報告によれば、隊員数は1,000人になっていたという。1926年春には「親衛隊司令部(SS-Oberleitung)」が創設された。
1926年4月にベルヒトルトが亡命先のオーストリアから帰国して、シュレックから親衛隊隊長の職を受け継いだ。1926年7月4日のヴァイマルでの第二回党大会で「血染めの党旗」が突撃隊から親衛隊の管理に移されることとなった。
1926年11月1日にフランツ・プフェファー・フォン・ザロモンが突撃隊最高指導者に任じられたのを機に親衛隊は突撃隊の傘下に組み入れられ、同時にベルヒトルトは「親衛隊全国指導者」(Reichsführer-SS)の肩書を得た。
結局ベルヒトルトはフォン・ザロモンとの軋轢を強めて辞職した。1927年3月にベルヒトルトの副官エアハルト・ハイデンが代わって親衛隊全国指導者に就任した。突撃隊最高指導者フォン・ザロモンは各地区の親衛隊員数を突撃隊員数の10 %以下にすることを命じ、これによりハイデンは隊員数の削減を迫られた。そのため1928年までに親衛隊の隊員数は280人にまで落ち込んだ。ハイデンもフォン・ザロモンとの軋轢を強めて1929年1月6日に辞職することとなった。

### 勢力拡大

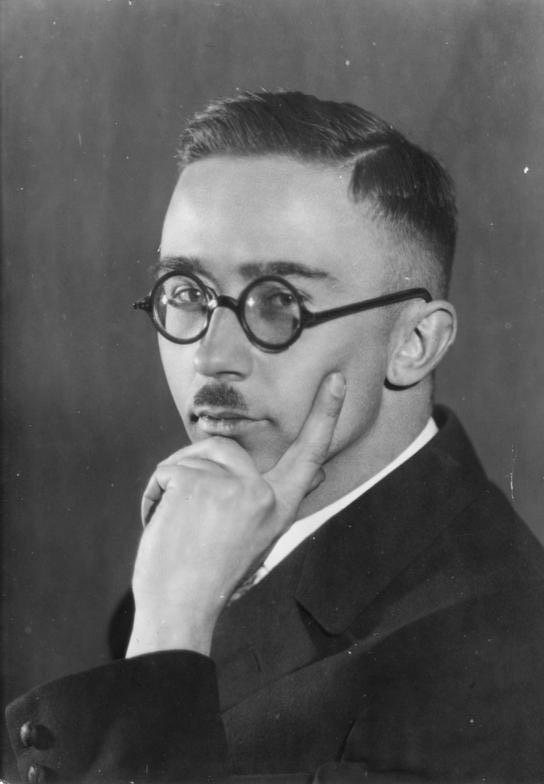
1929年のハインリヒ・ヒムラー

1929年1月6日にハイデンの副官であったハインリヒ・ヒムラーが第4代親衛隊全国指導者に任じられた。この時の親衛隊は280名ほどの弱小組織であったが、ヒムラーの下で親衛隊はその規模を急速に拡大させ、1929年末には1,000人、1930年末には2,700人、1931年には1万5000人、1932年4月には2万5000人、1932年末には5万人以上になっていた。
これは1929年10月24日のニューヨーク・ウォール街の大暴落により発生した世界恐慌が関係していた。失業者がなだれを打ってナチ党やナチ党組織へ参加を希望し、親衛隊にも入隊希望者が殺到した。もちろん突撃隊は親衛隊より多くこの人材源を吸収した。これによりドイツ各地で徒党を組んで無法行為を働く突撃隊員が増加した。ついには党首ヒトラーの統制すらも受け付けなくなるほどに荒れ、当時選挙による合法的政権獲得を目指していたヒトラーにとっては頭痛の種となっていた。ヒトラーはこの突撃隊の無法分子に対する警察組織の必要性を痛感し、その任務を果たす組織としてヒムラー率いる親衛隊に目を付けた。加えて親衛隊の拡大に強く反対していた突撃隊最高指導者フォン・ザロモンがヒトラーとの対立から1930年8月12日に辞職することになり、さらに同月終わりには東部ベルリン突撃隊指導者ヴァルター・シュテンネスが党指導部に対して反乱を起こした。
こうした情勢からヒトラーは1930年11月7日付けの命令で正式に親衛隊を党内警察組織と規定し、親衛隊は突撃隊の指揮に従う必要はないと定めた。ただし1934年の「長いナイフの夜」までは形式的に突撃隊の下部組織であった。
ヴァルター・ダレの『血と大地』のイデオロギーに強く影響されていたヒムラーは、1929年4月に親衛隊の組織規定の草案をヒトラーやフォン・ザロモンに提出し、人種的な問題を親衛隊入隊の条件に据えるようになった。数で圧倒的に勝る突撃隊を抑え込むためには親衛隊を「エリート集団」にせねばならなかった。そしてヒムラーやダレのいう「エリート」とは金髪で青い目をしている長身の北方人種のことであった。

不純な種と交雑し、劣化してしまった在来種を、優良な苗木へとよみがえらせる園芸家と同じように取り組むのだ。
まず手始めに、植物選別の原則に立ち、雑草の除去を行う。つまり、親衛隊強化に役立つとは思えない者たちを臆することなく排除するのだ。
—ハインリヒ・ヒムラー,「DER ORDEN UNTER DEM TOTENKOPF: DIE GESCHICHTE DER SS」

農業を学び、農薬会社に勤めていたこともあるヒムラーは、こうした基準について植物と絡めてこのように語っている。「品種改良をやる栽培家と同じだ。立派な品種も雑草と交じると質が落ちる。それを元に戻して繁殖させるわけだが、我々はまず植物選別の原則に立ち、ついで我々が使えないと思う者、つまり雑草を除去するのだ。私は身長5フィート8インチ（約173センチ）の条件で始めた。特定の身長以上であれば、私の望む血統を有しているはずだからである」。

私は、この世界において最終的には良き血だけが最良の結果をもたらすという世界観を確信している。
—ハインリヒ・ヒムラー,「Geheimreden 1933 bis 1945」

良き血をもつドイツ女性にとっての崇高な任務は、兵士が戦地へ赴く前に彼らの子供を身籠ることである。
—ハインリヒ・ヒムラー,「Hitlers Helfre」Guido Knopp 

ドイツの血を増やさなければ、我々が世界を支配することはできない。
—ハインリヒ・ヒムラー,「Herrenmenschen Das Lebensborn-Experiment der Nazis」 

人材の供給源は恐慌の失業者や突撃隊からの引き抜きなどで豊富であった。ただし採用されるのはヒムラーの「品種基準」を満たした者だけであった。ヒムラーは1931年12月31日の命令で親衛隊員の婚姻条例を定め、人種・遺伝の観点から隊員の婚姻に問題がないかどうか調査するための機関として親衛隊人種及び移住本部（RuSHA）を創設し、ダレにその長官に就任してもらっている。ユダヤ人からドイツを守る世界観闘争を担うのは親衛隊であるとの自負心を強めていった。

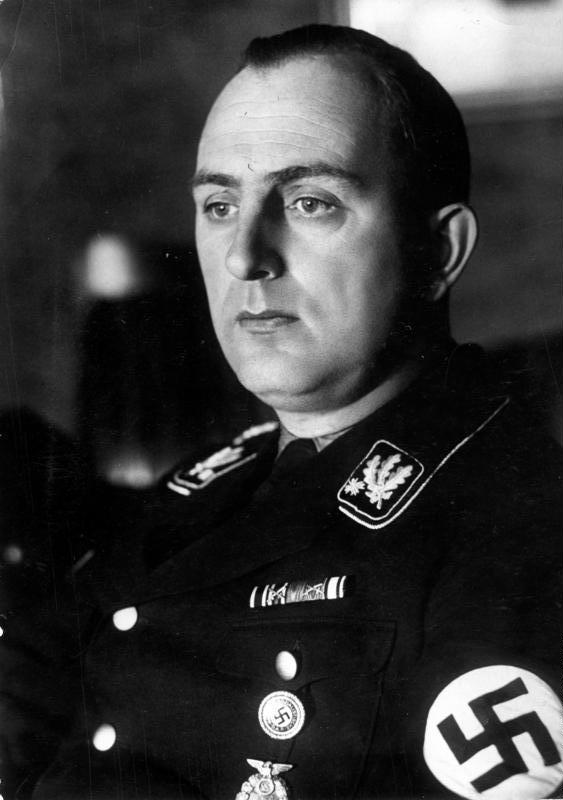
クルト・ダリューゲ

1930年7月にクルト・ダリューゲが親衛隊に参加した。ダリューゲは親衛隊に入る前からベルリン親衛隊をヒムラーから独立して指揮することをヒトラーから認められていた人物で、親衛隊移籍後にもベルリン親衛隊をヒムラーから事実上独立して指揮していた。ダリューゲは1931年3月の突撃隊員ヴァルター・シュテンネスの再反乱の鎮圧に活躍した。この一件は親衛隊の地位を大いに高めた。この際にヒトラーはダリューゲに対して「SS隊員よ、忠誠は汝の名誉（SS-Mann, deine Ehre heißt Treue）」という賛辞を贈っている。この時の言葉が後に「忠誠こそ我が名誉」 という親衛隊のモットーの原型となった。

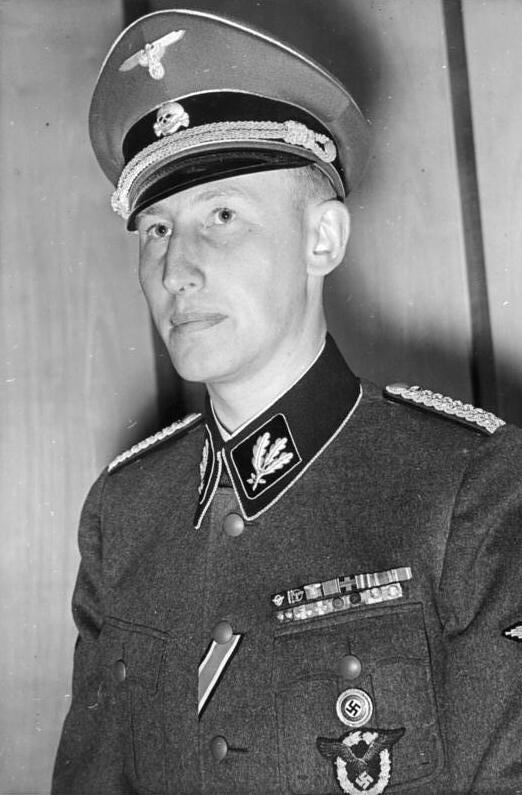
ラインハルト・ハイドリヒ

なおシュテンネスの反乱にはプロイセン州内相カール・ゼーフェリンクの政治警察が援助していたといわれ、ヒトラーは党内の情報組織の必要性を痛感し、ヒムラーに親衛隊情報部の創設を指示した。1931年6月には海軍を追放され失業中だったラインハルト・ハイドリヒが親衛隊に参加した。ヒムラーはこのハイドリヒに親衛隊の諜報部「IC課」を任せた。1932年7月にこの組織はSDに改組された。SDは後に全ヨーロッパに監視の目を張り巡らせる巨大諜報機関に成長するが、設立当初はハイドリヒの妻リナが秘書を務め、彼の部下は3人だけという状態であった。しかしハイドリヒは精力的に働き、彼の索引カードには党内外の政敵の様々な情報が記載されていった。ハイドリヒの組織は急速に拡大され、ナチ党の各支部にハイドリヒの地方機関が設けられるようになっていった。突撃隊諜報部など他の党の諜報組織を出し抜き、政権掌握後の1934年6月9日に副総統ルドルフ・ヘスの声明によりSDは党唯一の諜報組織と定められた。
1932年1月25日にはミュンヘンの党本部「褐色館」の警備の全権がヒムラーに任せられた。1932年7月7日にはこれまでの突撃隊と同型の制服を改めて親衛隊独自の制服が制定された。これが親衛隊の制服として有名な「黒服」であった。突撃隊からの独自路線を強く示すためであった。ヒムラーは親衛隊の模範としてイエズス会を意識しており、その急速な勢力拡大と黒い制服から親衛隊は「黒いイエズス会」とも呼ばれた。
突撃隊の前身組織の指揮官でナチ党古参であるエミール・モーリスは一時追放されていたが、1932年の復帰後に親衛隊上級大佐（隊員番号2番）に任命された。

### 政権掌握後

#### 隊員数の増加

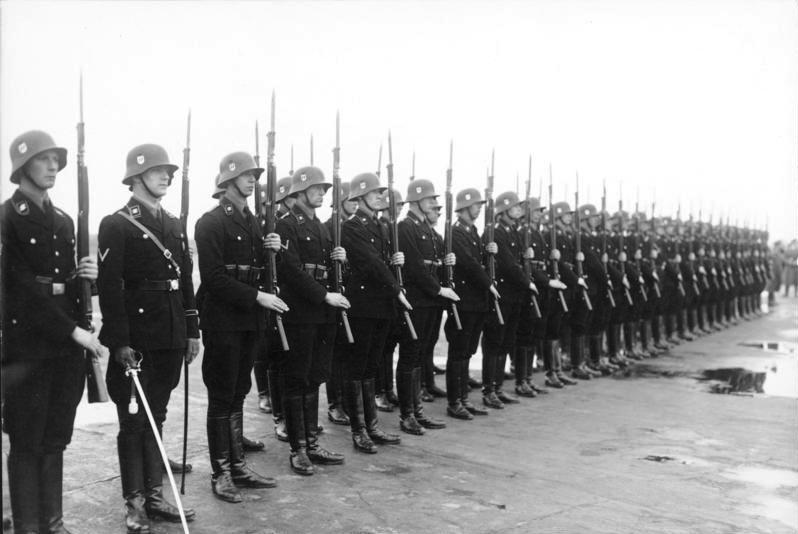
時の英外相・サミュエル・ホーア (初代テンプルウッド子爵)に着剣捧げ銃の敬礼を行う親衛隊員（1935年3月24日ベルリン）

1933年1月30日にヒトラーはパウル・フォン・ヒンデンブルク大統領からドイツ国首相に任命されてドイツの政権を掌握した。
日和見主義者達が保身から続々と入党していた ため、親衛隊も爆発的に隊員数を増やした。ナチ党が政権を掌握した頃には5万2000人だったのが、1933年末には20万9000人の隊員数を有するようになっていた。もっとも大多数は名誉隊員や週末のみ動員の隊員が多く、行事がある時に制服に着替えて参加するパートタイムの非常勤隊員であった。彼らは軍人として訓練されていないので、国防軍からはパレード専門の「アスファルト兵士」と馬鹿にされていた。またヒムラーは親衛隊名誉指導者制を新設し、政財界の要人達を親衛隊に集めた。名誉指導者は親衛隊の任務は全く課されない代わりに親衛隊の組織や隊員に対して何の命令権もない存在だった。
隊員数が急増した親衛隊は入隊基準をより厳しくするようになった。ヒトラーも「門戸をゆるくしてはならない。女共が惚れ惚れするような存在でなくてはならないのだ」と発言しているとおり、非常に厳しい入隊審査が行なわれた。1750年まで遡って本人の血統にユダヤ民族やスラブ民族の血が混入していないか調査を受け、北方人種の顔立ち（彫りが深く金髪碧眼、細く高い鼻、後部が突き出た頭蓋骨）と最低身長173 cmの頑強な体格、先祖の病歴などを基準に選考された。そのため党幹部の中には親衛隊を閲兵する際シークレットブーツなどを履いた者もいたという。また、結婚も親衛隊人種及び移住本部（RuSHA）の許可無くすることは許されず、婚約者の血統、父方、母方に精神疾患歴がないか調査された。ヒムラーは数年以内に国家の主要ポストは金髪碧眼が占め、120年以内には全ドイツ国民が北方人種的な容姿になっていなければならないと考えていた。
旧来の隊員の中でもこれらの基準に照らして怪しい者はリストラの際に除隊対象となったため、隊員数の増加に歯止めがかかった。1933年末に20万9000人だった隊員数は、1939年の大戦開始時に25万人になっているにとどまる。リストラは徹底して行われ、1933年以前に親衛隊隊員だった者の90%は大戦までには除隊していた。

#### 警察権力の掌握

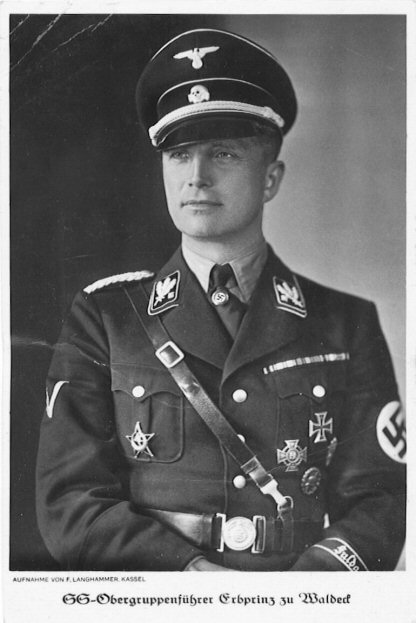
警察大将のヨシアス・ツー・ヴァルデック＝ピルモント

1933年1月30日にヒトラーが首相に就任したのち、党幹部が次々と政府や州政府の要職に就任したが、ヒムラーとハイドリヒには何のポストも与えられず、彼らはミュンヘンにとどまっていた。3月9日にハインリヒ・ヘルトが首相を務めるバイエルン州政府がフランツ・フォン・エップ率いる党部隊に制圧されるとようやくヒムラーがミュンヘン警察長官、ハイドリヒがミュンヘン警察政治局長に任命された。さらに4月にはヒムラーがバイエルン州警察長官、ハイドリヒがバイエルン州政治警察部長となった。

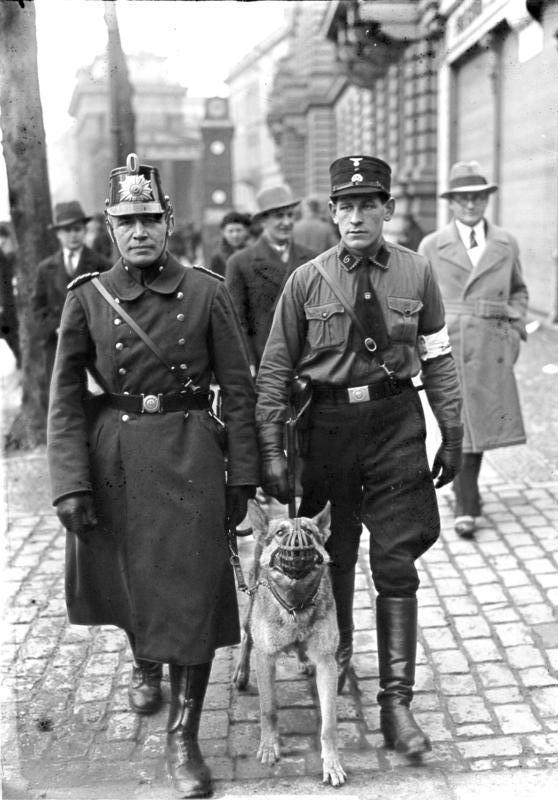
ベルリン。警察官(左)と一緒にパトロールする補助警察官の親衛隊員（1933年3月5日）

一方ベルリン親衛隊の指導者であるクルト・ダリューゲは、プロイセン州内相に就任したゲーリングと接近してプロイセン州警察特別委員に任じられ、さらにプロイセン州警察中将の階級を与えられていた。2月22日にはゲーリングは突撃隊員2万5000人と親衛隊員1万5000人をプロイセン州の補助警察として採用したが、その指揮はダリューゲに任せられていた。ダリューゲはますます名目上の上司ヒムラーを軽視するようになった。1933年春にはハイドリヒがヒムラーからダリューゲ鎮撫のためにベルリンに派遣されたが、ゲシュタポ（プロイセン州秘密警察。当時はゲーリングが長官、ルドルフ・ディールスが局長をしていた）に脅迫されてミュンヘンに追い返されている。ヒムラーとハイドリヒはひとまずプロイセン州やベルリンの「ゲーリング王国」に手を出すのを諦め、バイエルン州で反体制派取り締まりに精を出して実績を上げた。彼らは1933年3月にミュンヘン郊外のダッハウに最初の強制収容所ダッハウ強制収容所を創設している。
ドイツ国内相ヴィルヘルム・フリックは独立傾向のプロイセン州内相ゲーリングに対抗するための実力を求め、親衛隊に接近してきた。1933年から1934年初めにかけて強制的同一化と併せて各州の政治警察がヒムラーに任せられていった。しかしドイツの国土の大半を占めるプロイセン州の警察は相変わらず、ゲーリングやディールス、ダリューゲらによって支配され続けた。ヒムラーは、自分とゲーリング、ダリューゲなどの間をふらふらしていたプロイセン州やベルリンの親衛隊員達が自分に乗り換えるよう粘り強く揺さぶりをかけ、「ゲーリング王国」の足腰を弱体化させていった。さらにゲシュタポの指揮権を手に入れるため、ディールスについてヒンデンブルク大統領に讒言して一時ディールスをゲシュタポ局長から失脚させている。

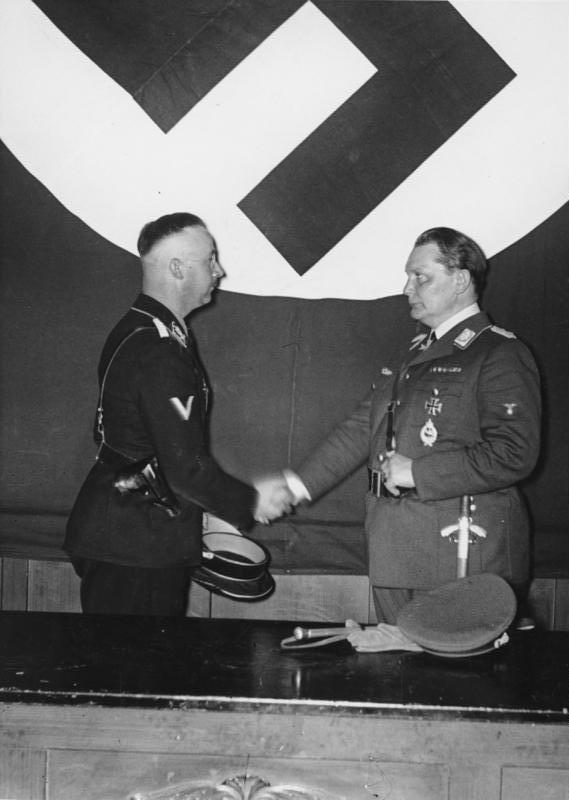
ヘルマン・ゲーリングから「ゲシュタポ総監兼長官代理」に任じられたヒムラー（1934年4月20日）

突撃隊の指導者レームとも争うところが多かったゲーリングは親衛隊とこれ以上争うことは得策ではないと判断し、1934年4月20日、ディールスが務めるゲシュタポ局長の上位職として「ゲシュタポ総監兼長官代理（Inspekteur und stellvertretender Chef des Geheimen Staatspolizeiamtes）」を新設し、ヒムラーをこれに任じた。これをもって実質的なゲシュタポの指揮権をヒムラーに引き渡すこととなった。ヒムラーは、ただちにディールスをゲシュタポ局長から解任し、1934年4月22日に後任としてハイドリヒをゲシュタポ局長に任じ、彼にゲシュタポの実質的な運営をゆだねた。ヒムラーとハイドリヒはバイエルン州ミュンヘンからベルリンのプリンツ・アルブレヒト街のゲシュタポ本部へ移動することとなった。以降、ドイツの政治警察はほぼヒムラーとハイドリヒが掌握するところとなった。
一方突撃隊は政権獲得後に総隊員数400万人（うち武装兵士50万人）を抱え、「第二の国防軍」などと呼ばれるまでになっていたが、権力からは遠ざけられ、しかも深刻な隊員の失業問題を抱えていた。突撃隊員の中には「第二革命」を唱えて貴族階級が軍部を占める国防軍を解体して突撃隊を代わりの正規軍とすべきと主張する者も増え、軍と党の軋轢を強めていた。ヒトラーはいよいよ突撃隊の大掃除を考えるようになった。1934年6月30日、長いナイフの夜においてエルンスト・レーム以下の突撃隊幹部や反党分子が数百名殺害された。この事件で主導的地位を果たしたのはプロイセン州内相ゲーリング、そしてヒムラーやハイドリヒなど親衛隊の幹部であった。この実績が認められ、1934年7月20日に親衛隊は突撃隊から分離、独立を果たした。また、1933年の政権獲得後ドイツ各地に建てられた敵性分子を収容する強制収容所(KZ)の監督権もすべて親衛隊に移された。ヒムラーはダッハウ強制収容所所長テオドール・アイケを強制収容所総監に任じた。アイケは1933年末にダッハウ強制収容所の監視部隊を親衛隊髑髏部隊として組織しており、長いナイフの夜事件の際にも粛清の実行部隊として活躍し、事件後には五個大隊に再編されて各強制収容所に警備部隊として配置されるようになった。
事件後、フリック内相はヒムラーやハイドリヒを警戒して、引き続きヒムラーから独立的な姿勢を見せていたダリューゲと接近し、彼を内務省警察局長に任命した。さらにヒムラーを名目上の事務職にして、ダリューゲをヒムラーの常任代理にしてドイツ警察を担わせたいと考えた。しかしヒトラーのヒムラー達への信任はすでに盤石なものとなっており、フリックとダリューゲでは抗いきれず、1936年6月17日にはフリックはヒムラーを全ドイツ警察長官に任じることとなった。以降フリックの内相としての地位は形式的なものとなっていった。

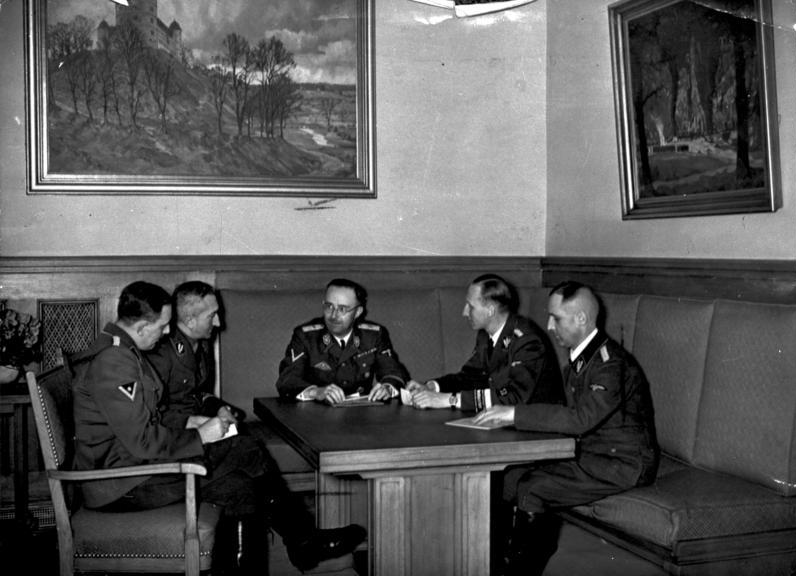
ヒムラーと国家保安本部幹部たち。左からフランツ・フーバー（ゲシュタポ高官）、アルトゥール・ネーベ（クリポ局長）、ヒムラー（親衛隊全国指導者）、ハイドリヒ（国家保安本部長官）、ハインリヒ・ミュラー（ゲシュタポ局長）（1939年11月、ミュンヘン）

ヒムラーは、警察組織の統合を目指す一方、一般警察業務と政治警察業務は明確に分離させた。一般警察業務は秩序警察（オルポ）の下へまとめ、一方政治警察は保安警察（ジポ）の下へまとめた。秩序警察はクルト・ダリューゲにゆだね、一方保安警察はハイドリヒに指揮させた。保安警察には次の重要な国家警察機関が含まれていた。秘密警察（ゲシュタポ）と刑事警察（クリポ）である。同じくハイドリヒの指揮下にあったSDとゲシュタポは職務区分が明確でなかったため、反目することがあった。そのため、1937年7月1日にハイドリヒはCSSD命令を出して、両者の職務領域を区分している。SDは党内問題、人種問題、文化問題、教育問題、外国問題、行政問題、フリーメイソンなどを専管するとされ、一方ゲシュタポはマルクス主義、移民、国事犯を専管とすると定めた。教会、世界観問題、ユダヤ人、過激派、黒色戦線（ナチス左派のオットー・シュトラッサーの分派組織）、経済問題、報道問題については共同管轄となった。SDを情報分析機関とし、ゲシュタポを執行機関とするのがこの区分命令の狙いであったと指摘されている。
さらに1937年11月13日にヒムラーは「親衛隊及び警察高級指導者（Höherer SS- und Polizeiführer、略称HSSPF）」の職を新設した。彼らはヒムラーの親衛隊全国指導者と全ドイツ警察長官の地位を代行する者としてドイツ国内や占領地の各地に配置されていた。
1939年9月、ハイドリヒは政治警察活動の重複を避けるために党機関であるSDと国家機関である保安警察を一つの傘の下に束ねた。それが親衛隊の国家保安本部である。SDは第III局（SD国内諜報）とVI局（SD国外諜報）に、秘密警察（ゲシュタポ）は第IV局に、刑事警察は第V局に配置された。III局はオットー・オーレンドルフ親衛隊中将、IV局は「ゲシュタポ・ミュラー」と呼ばれたハインリヒ・ミュラー親衛隊中将、V局はアルトゥール・ネーベ親衛隊中将、VI局は30歳で親衛隊少将兼警察少将となったヴァルター・シェレンベルクが指揮した。第二次世界大戦後期には国防軍の諜報部であったはずのアプヴェーアが国家保安本部VI局に組み込まれ、ドイツの対外諜報活動はすべて国家保安本部が管轄するところとなった。

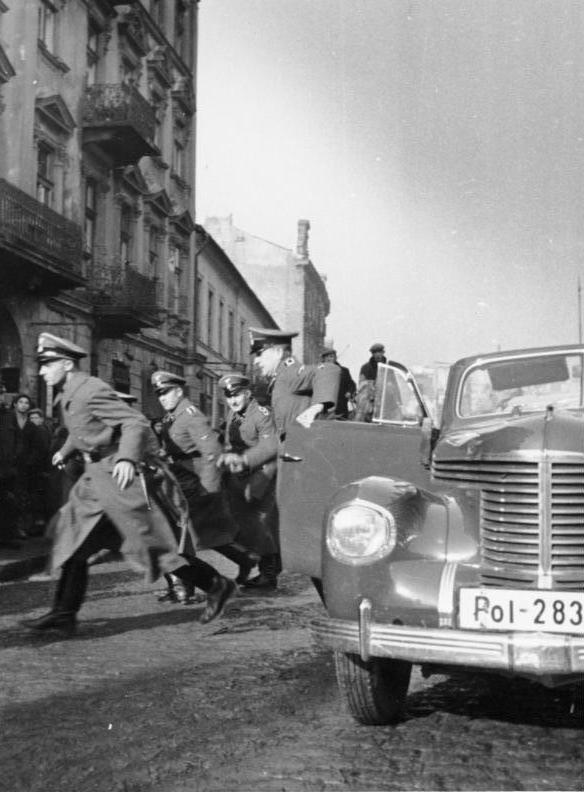
占領下のポーランドで家宅捜索に出動するSD隊員（1939年）

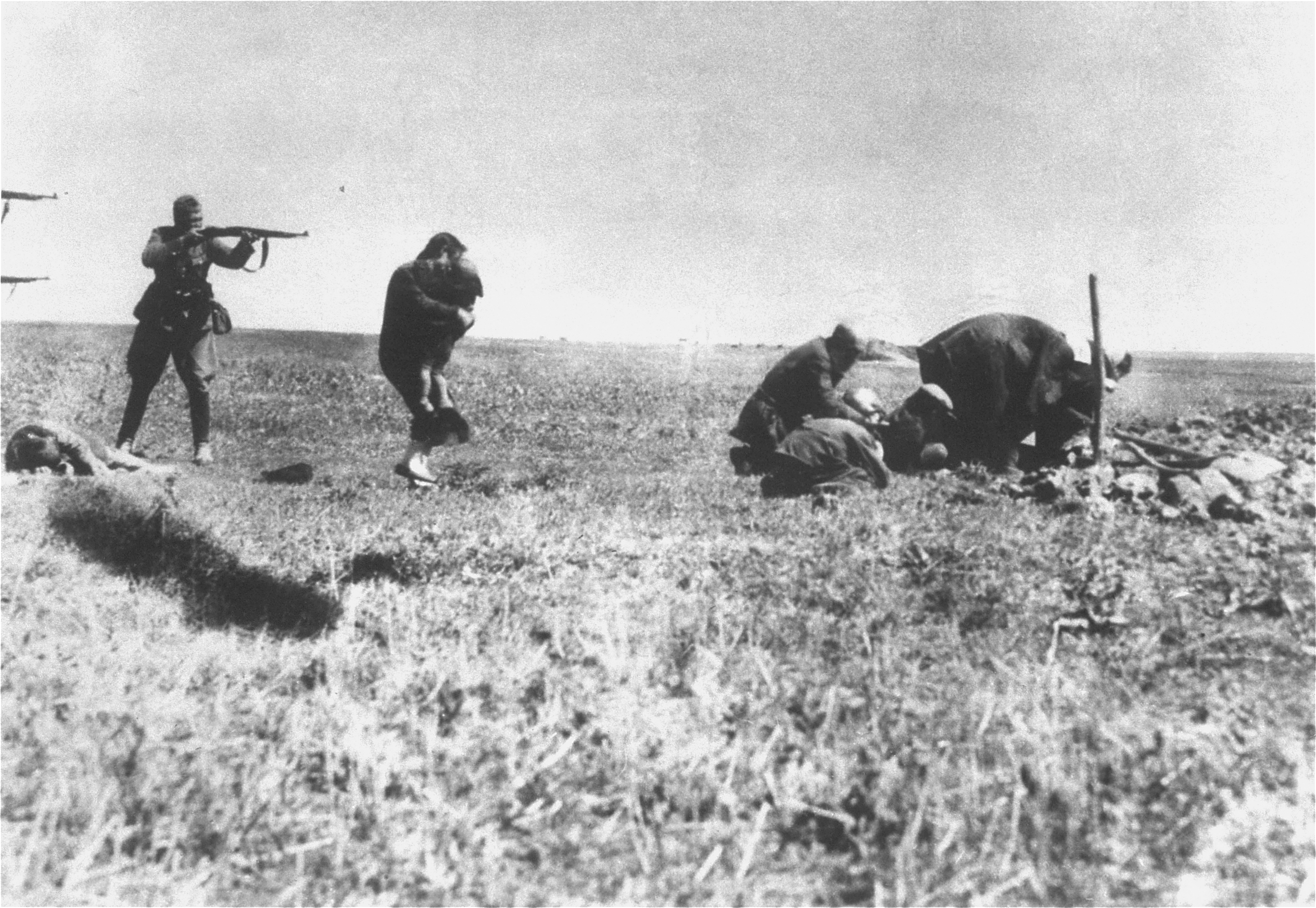
ウクライナのイヴァンホロドで子供を抱くユダヤ人女性を銃殺するアインザッツグルッペンの隊員（1942年）

戦時中に国家保安本部はホロコーストの執行機関であった。1942年1月にはハイドリヒがヴァンゼー会議を開催し、ラインハルト作戦を策定してベウジェツ強制収容所、ソビボル強制収容所、トレブリンカ強制収容所などの絶滅収容所を建設し、ヨーロッパのユダヤ人の絶滅を目指した。さらに東部戦線ではアインザッツグルッペンを組織して、ゲリラ掃討の名目でユダヤ人や一般市民の虐殺を行った。

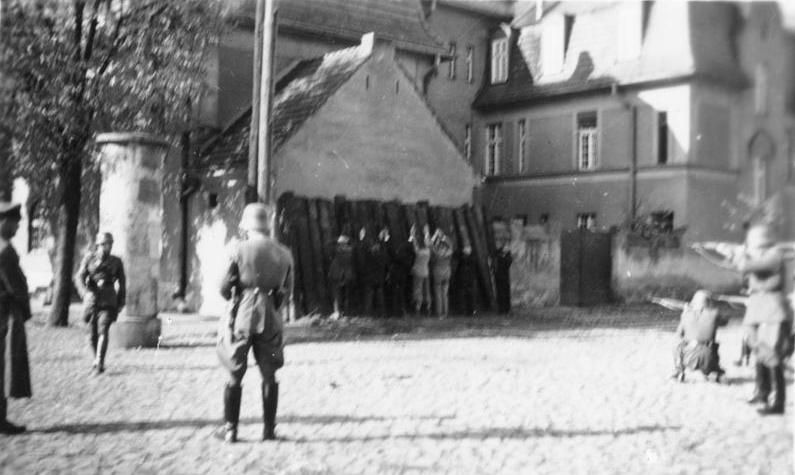
ポーランドのクルニクで市民を銃殺するアインザッツグルッペン（1939年）

1942年6月にエンスラポイド作戦でハイドリヒが暗殺されるとヒムラーが国家保安本部長官を兼務するようになったが（この間はI局局長ブルーノ・シュトレッケンバッハが長官代理として実務を取り仕切る）、1943年1月からはエルンスト・カルテンブルンナーが後任に任じられて国家保安本部長官となった。
1944年7月20日のヒトラー暗殺未遂事件の際にも親衛隊と国家保安本部は最大の鎮圧者として活躍した。戦況が悪化していくにつれて親衛隊や国家保安本部の秘密警察権力は肥大化し、ゲシュタポの暴走を止めるにはヒトラーさえも苦労を要するようになったという。

#### 経済活動
ヒムラーは党の政権獲得前から親衛隊の後援会員（FM）の拡大を目指していた。後援会員は親衛隊に資金を提供するが加入はしないシンパのメンバーである。親衛隊の各連隊はそれぞれの後援会を所持しており、隊員には少なくとも一人の後援会員を確保することが命じられていた。1932年の時点では後援会員数は1万3000人にとどまっているが、政権獲得後に一気に後援会員数が増大し、1933年には16万7000人まで伸ばし、さらに1934年には34万2000人に達した。1932年夏にヒトラーの経済顧問ヴィルヘルム・ケプラー（Wilhelm Keppler）が創設した「経済問題研究委員会」は、1934年半ばに親衛隊に取り込まれて「親衛隊全国指導者友の会（Freundeskreis Reichsführer SS）」となったが、これは親衛隊の後援会の中でも頂点に位置するものであった。ここにはIGファルベンの幹部ハインリヒ・ビューテフィシュ（Heinrich Bütefisch）、大財閥フリックのフリードリヒ・フリック（Friedrich Flick）、大手食品会社ドクター・エトカーのリヒャルト・カゼロウスキー（Richard Kaselowsky）、ドレスナー銀行のエミール・ハインリヒ・マイヤー（Emil Heinrich Meyer）、ドイツ銀行のカール・リッター・フォン・ハルト（Karl Ritter von Halt）、ジーメンス・シュケルトのルドルフ・ビンゲル （Rudolf Bingel）、J.H.シュタイン銀行（J. H. Stein Bank）のクルト・フォン・シュレーダー男爵（Kurt Freiherr von Schröder）、国営企業ヘルマン・ゲーリング（Reichswerke Hermann Göring）のヴィルヘルム・フォス（Wilhelm Voss）などそうそうたる財界重鎮が集まった。後援会員はヒトラーへの宣誓も義務付けられず、親衛隊から命令を受けることも制服の着用義務もなく、金銭面のみで親衛隊とつながった人々だった。しかし親衛隊の間違いのない財源であり、重要な存在であった。ヒムラーは後援会員にもしばしば親衛隊名誉指導者として親衛隊の階級を与えるようになった。これにより親衛隊に「親衛隊の魂」を持たぬ者が大量に流れ込むこととなり、旧来からの隊員たちを戸惑わせたという。
しかし後援会の存在により資金を大量に獲得できた親衛隊はドイツの「企業体」のひとつともなっていった。親衛隊は500にも及ぶ企業の経営を行っていた。中でも「ドイツ土石工業社（Deutsche Erde und Steinwerke：略称DEST）」が親衛隊企業としてはもっとも成功した企業である。DESTの主な仕事は3つあり、1つに採石場の開発および天然石の産出、1つに煉瓦やクリンカーの生産、1つに道路工事の請負であった。作業員には強制収容所の囚人が駆り出されていた。「ドイツ装備工業社（Deutsche Ausrüstungswerke：略称DAW）」も有名である。各地の強制収容所に生産集中化のために設置され、収容所の囚人を使って弾薬箱、弾倉箱、火砲、その他軍用品の生産にあたっていた。1940年6月に設置された「繊維皮革事業団（Gesellschaft fur Textil und Lederverwertung）」も高い収益を上げた。武装親衛隊の軍服を生産する会社で、主に女囚を働かせていた。いずれの会社も囚人たちを労働条件などまともに考えることもなく、文字通り倒れるまで酷使した。
これら親衛隊企業は親衛隊経済部門の長官オズヴァルト・ポール親衛隊大将の下でまとめられていた。このなかでヒムラーは磁器製造会社の経営に強く関心を示した。彼がちょくちょく経営に口を出していたこの会社は常に赤字であったが、ヒムラーは最後まで経営をやめなかった。他の親衛隊企業も戦前期には赤字かあまり利益を上げず、戦時中になってようやく利益を上げるようになるところが多かった。

#### 軍事組織に

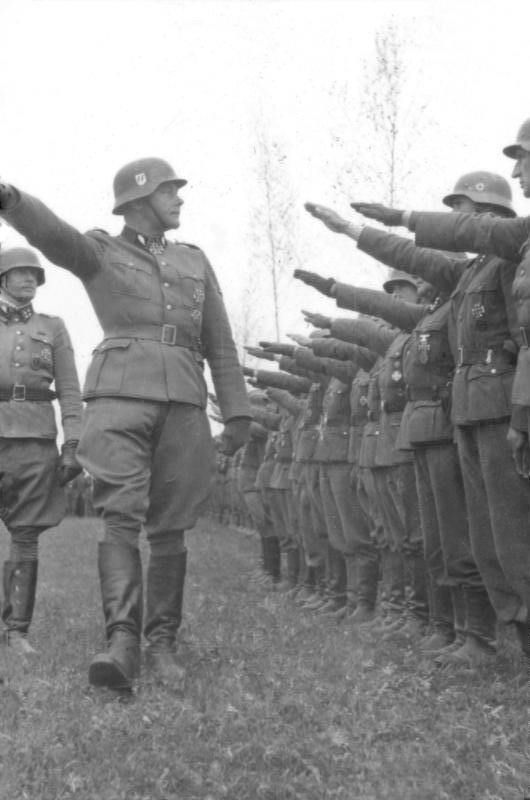
1942年3月、東部戦線。第2SS装甲師団「ダス・ライヒ」

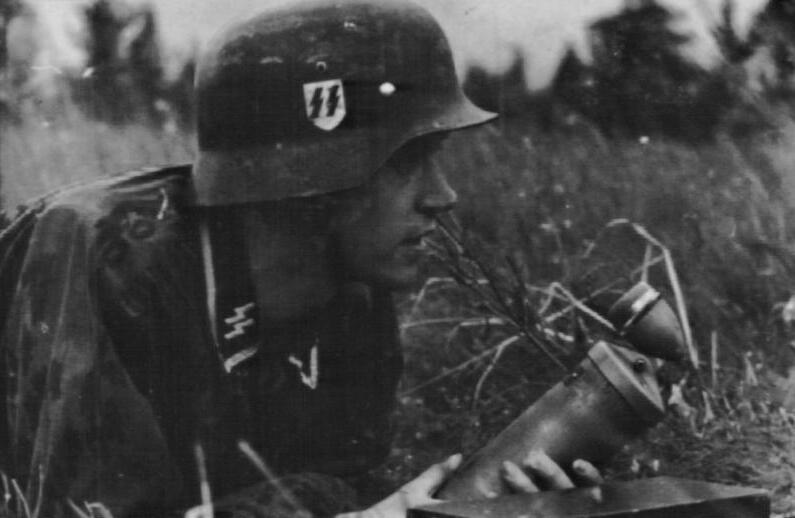
1942年6月、東部戦線で録音を行う武装SS報道員

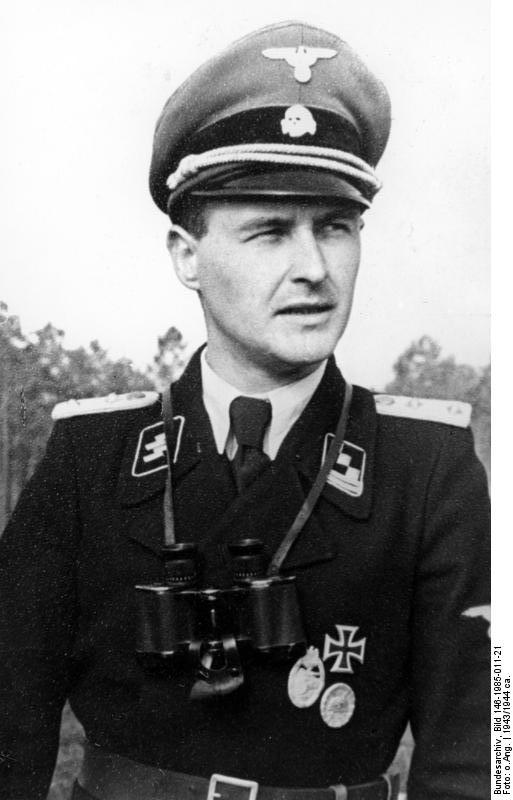
親衛隊の戦車兵将校、エルンスト＝ヨハン・テッチュSS大尉。陸軍とは徽章が違うほか、戦車搭乗服のデザインも微妙に異なる

ヒトラーは、軍の枠組みにとらわれず、自らの意志で自由に動かせる軍隊を欲していた。レームの突撃隊は党独自の私軍であったが、レーム以下突撃隊幹部は政権掌握後に突撃隊を正規軍にすることを望み、国軍（Reichswehr）と睨みあっていた。国軍と突撃隊を和解させようとするヒトラーを日和見主義者と見なす反ヒトラー派も増えており、「ヒトラーの私軍」になりうる余地はなかった。
突撃隊幹部は、1934年6月末から7月初めにかけて長いナイフの夜において粛清された。粛清に主導的役割を果たした親衛隊は国軍から高い評価を得るようになった。ヒトラーはこれを利用して親衛隊の中に軍隊を設置させる道を模索した。実際に国軍の親衛隊への反感は突撃隊へのそれより少なく、長いナイフの夜直後の1934年7月5日に国防相ヴェルナー・フォン・ブロンベルクは一個師団規模の軍隊の所持を親衛隊に認める旨を軍司令官たちに通達している。9月24日、ヒトラーは三軍司令官に対して国軍をドイツ唯一の国防組織と認めつつも親衛隊が内政上特別な役割を果たすためとして武装した親衛隊部隊を3連隊と1通信隊を置くことを通達した。この通達に基づき、設置されたのが親衛隊の戦闘部隊「親衛隊特務部隊」であった。特務部隊は戦時には陸軍の司令権限を認めつつ、平時にはヒムラーが指揮を執るとされた。特務部隊の扱いは軍隊に同等であり、特務部隊の隊員は給与支給帳（Soldbuch）と軍人手帳（Wehrpaß）の所持を認められて軍人扱いを受けた。しかしこの時点では国軍の感情も配慮して特務部隊は戦力を3個連隊と1通信隊に限定され、師団編成の許可は見送られている。
特務部隊の編成や訓練は国軍（1935年に国防軍（Wehrmacht）と改称）の協力を得て進められた。1934年10月にはバイエルン州バート・トェルツに親衛隊の士官学校が創設され、さらに翌年にはブラウンシュヴァイクにも親衛隊士官学校が開設された。特務部隊の軍事教練にはパウル・ハウサー（1932年まで国軍で中将をしていた人物で1934年から親衛隊に招かれていた）が大きな役割を果たし、ヒムラーの「政治的兵士」達を実戦に出せるレベルに叩き上げた。
同時に一般の軍人が注目の対象とはしないが軍事的可能性が高いと思われる技術分野に対する研究支援や研究者の囲い込みが行われていった。この活動によって戦時中における秘匿性の高い軍事計画に親衛隊が関わるようになった。
しかし国防軍は親衛隊の軍隊化を徐々に警戒するようになりはじめた。国防軍は特務部隊勤務を国防軍勤務相当であることを認めたが、1938年8月17日のヒトラーの指令が出されるまで髑髏部隊や親衛隊士官学校については国防軍勤務相当とは認めなかった。兵員補充についても国防軍から常に圧力があり、マスメディアを通じての隊員募集も国防軍から禁止されていた。そのため特務部隊隊員数は1935年1月に約5000名、1935年4月に約7600名、1936年夏に約9200名と小さな伸びにとどまっている。親衛隊の国境部隊も1937年10月に国防軍の圧力により解散させられている。国外諜報活動をめぐっても国防軍のアプヴェーアと親衛隊のSDに争いがあった。
1938年に入り、ブロンベルクの妻の売春婦疑惑と陸軍総司令官ヴェルナー・フォン・フリッチュの同性愛疑惑が浮上した。これが原因で1938年2月4日にブロンベルクとフリッチュが罷免された（ブロンベルク罷免事件）。ブロンベルクの妻などの証言によるとこのスキャンダル事件はハイドリヒがでっち上げた策謀であったという。いずれにしてもこの事件により国防軍は政府内での発言力を低下させた。依然として軍事における主導権は国防軍が握っていたが、親衛隊の軍事への進出をある程度は黙認せざるを得ない立場に置かれた。1938年8月17日、ヒトラーは秘密指令を出し、親衛隊士官学校や髑髏部隊にも武装編成を認めた。これにより髑髏部隊は親衛隊特務部隊の重要な人材供給源となっていた。
1939年5月の演習で親衛隊特務部隊「ドイッチュラント」連隊は、ヒトラーや国防軍の軍部達も驚かせるほどの果敢な突撃作戦を見せつけた。ヒトラーは「このような突撃は親衛隊の兵士たちでなければなしえない」と称賛し、5月18日に2万人の兵員限定をつけながらも親衛隊特務部隊の師団編成を認めた。もはや国防軍も積極的反対はしなかったが、「砲兵連隊がない親衛隊特務部隊に師団編成は時期尚早」と消極的に反対したため、親衛隊特務部隊の師団編成は延期された。これを聞いたヒムラーは砲兵連隊の編成を急がせたが、1939年9月のポーランド侵攻には間に合わなかった。この戦争に動員された親衛隊特務部隊は連隊編成のまま参加し、ポーランド侵攻後に改めてヒトラーから師団昇格を認められた。親衛隊特務部隊3連隊はパウル・ハウサーを師団長とするSS特務師団（のち「ダス・ライヒ」師団と改称）にまとめられた。また親衛隊髑髏部隊員から抽出した髑髏師団や秩序警察の警察官より抽出した警察師団も編成された。1939年末には髑髏師団や警察師団抜きで親衛隊特務部隊の隊員数は5万6000人を超えていた。
西方作戦を前にした1940年4月22日、親衛隊特務部隊は親衛隊作戦本部の司令により武装親衛隊と名称を変えている。1940年11月には「ノルト」師団（のち「ヴィーキング」師団と改称）が編成された。以降も続々と師団が編成され、大戦を通じて武装親衛隊は38個師団90万の兵力を有するまでに成長した。新兵器の優先供給を受けエリート部隊として、崩壊の危機にさらされる最前線の火消し役として国防陸軍に勝る働きを見せることとなる。しかし、実際の戦闘訓練を十分に受けていなかったために戦死者も多かった。この傾向は特務部隊時代からでポーランド戦では国防軍の損害率が3%であったのに対して親衛隊特務部隊は8%に昇っていることからも窺える。ヒムラーはこうした親衛隊特務部隊や武装親衛隊の損害率の高さについては国防軍が困難な任務を親衛隊に与えるためと釈明していた。
西方戦でも勇戦した武装親衛隊だったが、やはり犠牲者が多く、1940年末頃から占領地域に住むドイツ系外国人の募集が本格化された。武装親衛隊の兵員募集は親衛隊本部の長官である親衛隊大将ゴットロープ・ベルガーが主導的役割を果たした。ベルガーは国防軍と折り合いをつけながら兵員確保に励んだ。また国防軍の徴兵対象にないヒトラー・ユーゲントなどの若年層やドイツ系外国人などを盛んに集めた。やがて非ドイツ系の外国人も受け入れも開始した。ソ連との戦いを「反共十字軍」になぞらえて武装親衛隊に勧誘した。ヒムラーは非ドイツ系外国人、特に東方諸民族の受け入れに懸念があったが、ベルガーに説得された。独ソ戦の開始で戦線が大幅に拡大すると外国人の受け入れもやむなしの状況となった。武装親衛隊の中にはボスニアのイスラム教徒を中心に構成された師団まで存在した（第13SS武装山岳師団）。
なお特務部隊や武装親衛隊のような軍属ではない親衛隊員は区別のために一般親衛隊と呼ばれていた。国家保安本部に代表される一般親衛隊はホロコーストの執行機関として悪名高く、終戦後、武装親衛隊のトップであるヨーゼフ・ディートリヒやハウサーらは「我々は国防軍と変わらない、国のために戦った兵士達の集団である」として一般親衛隊とはまったく別個の存在であるという主張を展開した。
しかしながら、本質的に武装親衛隊の兵力供給源は（大戦末期の外国人部隊を除けば）一般親衛隊の隊員であり、武装親衛隊の高官は一般親衛隊や警察の階級も合わせて任官していることが通例であった。特に武装親衛隊第3SS装甲師団は強制収容所の維持にあたっていた親衛隊髑髏部隊からそのまま抽出されていた。
戦局の悪化とともに親衛隊は国防軍に対して優位を確立していった。1944年2月には国防軍情報部長ヴィルヘルム・カナリス海軍大将の失脚に伴ってアプヴェーアの機能は親衛隊の国家保安本部のSDに吸収された。さらに1944年7月20日、国防軍将校らによるヒトラー暗殺未遂事件が発生するとハインリヒ・ヒムラーは国内予備軍司令官に任じられた。さらに陸軍兵器局が中心に開発してきたV2ロケットの生産・運用も陸軍から親衛隊の手に移されている。

### 終焉

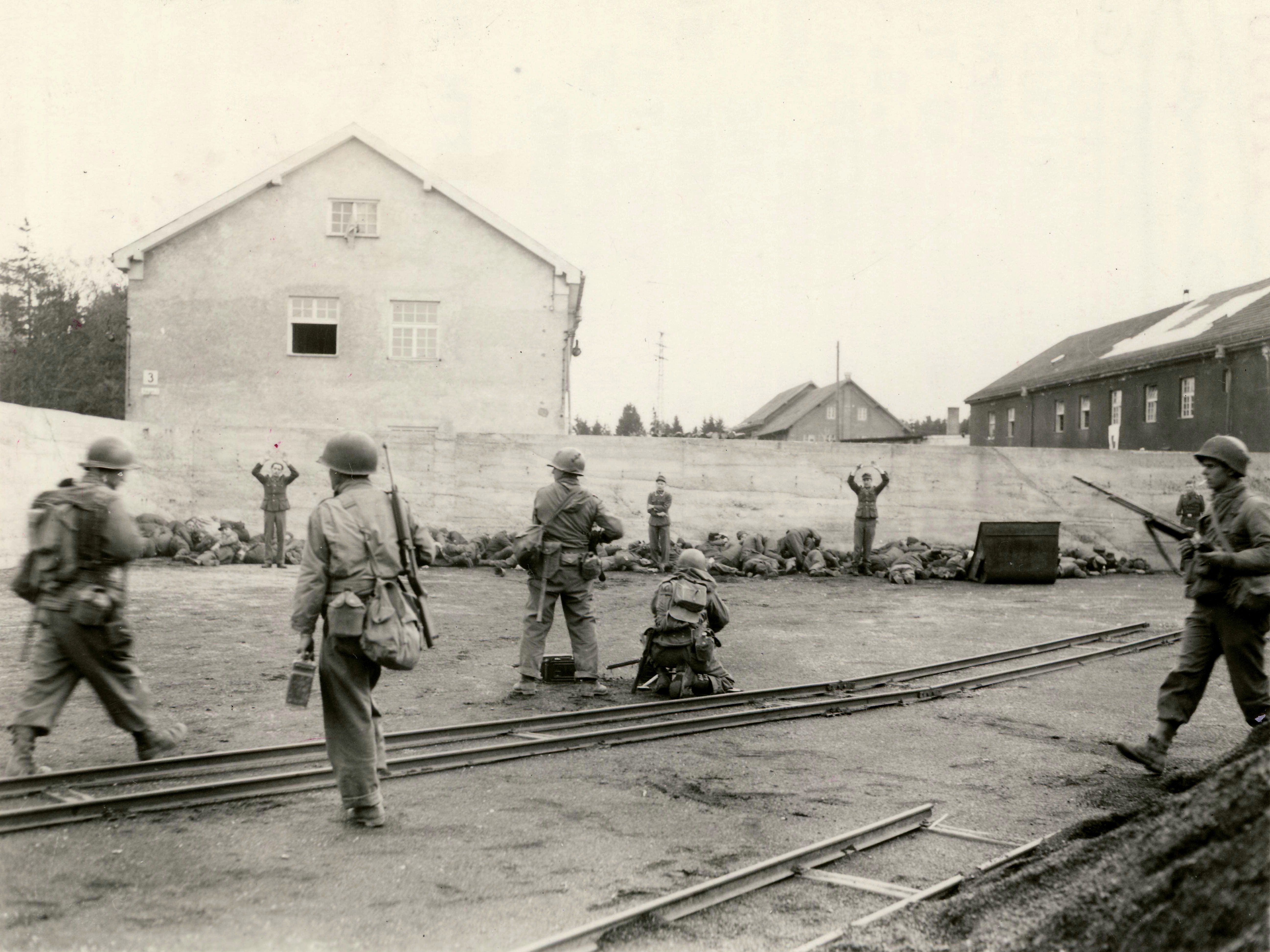
ダッハウの虐殺でアメリカ軍に虐殺される親衛隊員（1945年4月29日）

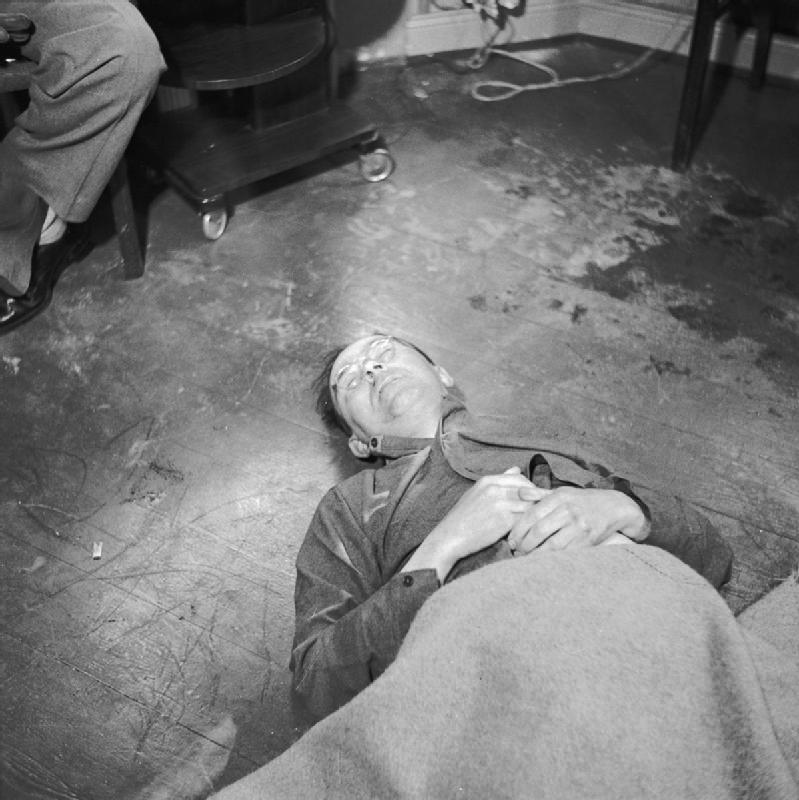
自殺後のヒムラー

1945年4月、ドイツの敗戦が時間の問題となると、ベルリン市街戦に武装親衛隊も投入されるが、彼らは逃亡兵や一般市民を敵前逃亡のかどで即決で多数処刑していった。一方、ヒトラーから後継者に指名されたカール・デーニッツは、終戦交渉を無断で行ったヒムラーの逮捕命令は無視する一方で軍隊に匹敵する武装親衛隊を率いるヒムラーの支持をつなぎとめようと躍起になった。だがフレンスブルク政府が成立した後、5月6日にデーニッツはヒムラーを正式に解任し、事実上親衛隊は解体。ヒムラーは親衛隊員に、国防軍の制服に着替えて逃亡を命じた。しかし、5月8日のドイツの降伏後、ヒムラーはじめ親衛隊員たちの多くが連合軍の捕虜となった。ヒムラーは取り調べ中に自殺した。
10月10日に連合国管理理事会が成立させた管理理事会法第2号により、親衛隊はナチス及びその傘下組織と共に完全に解体され、資産は没収された。
連合国による非人道的行為への追及やユダヤ人組織による復讐を恐れた親衛隊員は死亡を装ってバチカンの連絡組織やオデッサと呼ばれる支援ネットワークを通じて海外に逃亡するようになった。
中には祖国ドイツからの逃亡をもくろむUボート部隊に紛れ込んで姿をくらましたものもいたようである。
同時に、多様かつ先進的な秘密兵器開発に関わっていた親衛隊員や親衛隊所属の科学者に対し、アメリカの軍需産業による亡命支援や庇護も行われた。ヒトラーの信頼を得て、最先端の軍事研究計画の保安や情報管理を任されてきた経緯もあり、庇護を受けた彼らによってもたらされる科学情報も多かったと推察される（ペーパークリップ作戦）。
ヨシフ・スターリンの台頭に危機感をもつアメリカは、ソ連通の親衛隊員をゲーレン機関に参加させるようになった。このゲーレン機関は親衛隊員たちにとってドイツ国内に残れる最も好都合な逃げ道だった。ゲーレン機関は戦後西ドイツ政府の諜報機関BNDとなった。
一方、アドルフ・アイヒマン、ヨーゼフ・メンゲレ、エーリヒ・プリーブケ、エドゥアルト・ロシュマンなどソ連通ではない戦犯たちはナチ・ハンターやモサドの追跡からかいくぐるために外国へ逃げるしかなかった。親独的なアルゼンチンやその他ラテンアメリカ諸国、またアロイス・ブルンナーのように反イスラエルの立場を取るシリアなどアラブ諸国に渡っていった者もいる。これらの中には現地の治安・諜報機関の養成に関与した者もいれば、完全に消息不明になった者もいる。その後、アイヒマンはモサドに拉致されて裁判の後刑死し、メンゲレ、ロシュマンらは逃亡の末に死去、プリーブケは拘束されて裁判にかけられた。ブルンナーはシリアで2001年に軟禁中に死去したとされるが詳細は不明となっている。

## 組織

### 中央組織
親衛隊の中央組織は時期によって変遷があるが、基本的には本部(Hauptamt) が置かれ、その下に各部署が置かれる形になっていた。ヒムラーが全ドイツ警察長官、ドイツ民族性強化国家委員、内相などの国家の役職を兼任するようになると国家機関も親衛隊の機関として含まれるようになった。最終的には12の本部が存在した。

#### 親衛隊全国指導者個人幕僚部
親衛隊全国指導者個人幕僚部（Persönlicher Stab Reichsführer SS、略称Pers,Stab RfSS）は、1936年にカール・ヴォルフSS少将（当時。後に大将）の下にあった親衛隊司令部が改組されて誕生した。1939年に本部 (Hauptamt) に昇格している。親衛隊全国指導者ハインリヒ・ヒムラーの個人的な幕僚達で構成された部である。長官は一貫してカール・ヴォルフSS大将が務めた。ヴォルフはヒムラーとの関係を悪くして1943年にイタリアへ送られているが、親衛隊全国指導者個人幕僚部長官の地位は敗戦まで保持している。アーネンエルベや生命の泉協会などの親衛隊組織が親衛隊全国指導者個人幕僚部の傘下に置かれていた。親衛隊名誉指導者もこの部の下に配置されていた。

#### 親衛隊本部
親衛隊本部（SS Hauptamt、略称SS-HA）はもともとSDを除くすべての親衛隊機関の事務を担当していた。人事に財政にとその職務は広範囲に及んだ。武装親衛隊の前身である親衛隊特務部隊や強制収容所の警備部隊親衛隊髑髏部隊ももともとこの本部の傘下に置かれていた。しかし親衛隊本部の仕事はあまりに膨大であったため、この本部からいくつかの事務が切り離されて3つの本部（親衛隊作戦本部、親衛隊人事本部、親衛隊経済管理本部）が独立することになった。戦時中に親衛隊本部は親衛隊（特に武装親衛隊）の隊員の募集と採用を主な任務とする機関となっていた。クルト・ヴィットイエSS中将 (Curt Wittje)、アウグスト・ハイスマイヤーSS大将、ゴットロープ・ベルガーSS大将が長官を務めた。

#### 親衛隊作戦本部
親衛隊作戦本部（SS Führungshauptamt、略称SS-FHA）は1940年8月15日に親衛隊本部から分離して設置された。一般SSと武装SSの司令部を傘下に入れている本部である。武装SSの「総司令部」の役割を期待されて創設された。戦闘の際には武装SSは国防軍の指揮を受けたが、それ以外の際には親衛隊作戦本部の指揮下にあった。武装SSの医療や兵站は作戦本部が担っていた。隊員訓練も作戦本部が行い、SS士官学校も作戦本部により運営されていた。ハンス・ユットナーSS大将が長官を務めた。

#### 親衛隊人事本部
親衛隊人事本部（SS Personalhauptamt）は、親衛隊の人事を管轄とした部署。親衛隊本部から人事に関する事務が切り離されて誕生した。長官はヴァルター・シュミットSS大将(Walter Schmitt）、マキシミリアン・フォン・ヘルフSS大将が務めた。このマキシミリアン・フォン・ヘルフは陸軍大佐だった人物で北アフリカで勇戦している。12本部の長官たちの中では唯一の貴族出身者にして騎士鉄十字章叙勲者である（秩序警察長官代理アルフレート・ヴェンネンベルク除く）。

#### 国家保安本部
国家保安本部（Reichssicherheitshauptamt、略称RSHA）は、国家の警察機関である保安警察（ゲシュタポと刑事警察）と親衛隊のSD本部を統合する形で1939年9月に誕生した親衛隊の本部である。ドイツ本国及びドイツ占領地の政治警察のすべてを統括する親衛隊の最重要本部である。長官ははじめラインハルト・ハイドリヒSS大将が務めていたが、1942年6月にハイドリヒが暗殺された後にはハインリヒ・ヒムラーが長官を兼務して直接の指揮を執った。1943年1月からドイツの敗戦までエルンスト・カルテンブルンナーSS大将が長官に就任する。国家保安本部は以下のように編成されていた。
- I局、人事局 (Personal)
  - 局長: ブルーノ・シュトレッケンバッハSS少将、エーリヒ・エーアリンガーSS少将
- II局、編制・総務・法務局 (Organisation, Verwaltung und Recht)
  - 局長: ハンス・ノッケマンSS大佐 (Hans Nockemann)
- III局、国内保安局 (SD-Inland)
  - 局長: オットー・オーレンドルフSS中将
- IV局、秘密国家警察局 (Geheimes Staatspolizeiamt、略称Gestapo)
  - 局長: ハインリヒ・ミュラーSS中将
    - IVB4課 (ユダヤ人課)
      - 課長: アドルフ・アイヒマンSS中佐
- V局、刑事警察局 (Reichskriminalpolizeiamt、略称KriPo)
  - 局長: アルトゥール・ネーベSS中将、フリードリヒ・パンツィンガーSS上級大佐
- VI局、海外保安局 (SD-Ausland)
  - 局長: ハインツ・ヨストSS少将、ヴァルター・シェレンベルクSS少将
    - アプヴェーア（ドイツ国防軍の情報部。「ゾルフ夫人のお茶会」（Frau Solf Tea Party）が原因で1944年2月、国家保安本部第6局傘下となる）
- VII局、世界観調査・分析局 (Weltanschauliche Forschung und Auswertung)
  - 局長: フランツ・ジックスSS少将

また国家保安本部は戦時中にドイツ占領地各地に「保安警察及びSD司令官」を設置していた。ハインリヒ・ヒムラーの設置した「親衛隊及び警察高級指導者」に対抗したものであった。多くはアインザッツグルッペンの指揮官と兼務となっていた。

#### 秩序警察本部
秩序警察本部（Hauptamt Ordungspolizei、略称OrPo）。政治警察を除いたすべての警察を指揮する秩序警察を親衛隊の本部にしたもの。長官はクルト・ダリューゲSS上級大将が務めていたが、1943年に心筋梗塞で重体になり、代わりに長官代理としてアルフレート・ヴェンネンベルク警察大将が置かれることとなった。

#### 親衛隊法務本部
親衛隊法務本部 (Hauptamt SS-Gericht) は、SS裁判所を傘下に収める本部であり、規則に反した親衛隊員の懲戒処分を決定する。長官はパウル・シャルフェSS大将 (Paul Scharfe)、フランツ・ブライトハウプトSS大将 (Franz Breithaupt)、ギュンター・ライネッケSS上級大佐(Günther Reinecke)が務めた。

#### ハイスマイヤー親衛隊大将本部
ハイスマイヤー親衛隊大将本部 (Hauptamt Dienststelle SS-Obergruppenführer Heißmeyer) は、政治教育を行うナポラ (Nationalpolitische Erziehungsanstalt) の監督を行う本部である。長官はアウグスト・ハイスマイヤーSS大将が務めた。

#### 親衛隊人種及び移住本部
親衛隊人種及び移住本部（Rasse- und Siedlungshauptamt der SS、略称RuSHA）は、親衛隊員がゲルマン人種の純血を保つこと、また東方に入植させることを目的とする。1931年に創設され、1935年に本部 (Hauptamt) に昇格した。親衛隊員が結婚するためにはこの部署の許可を必要とした。花嫁が「健康で遺伝的に問題がなく、少なくとも人種的に同等である」ときにのみ婚姻が許可された。長官は、リヒャルト・ヴァルター・ダレSS中将（当時）、ギュンター・パンケSS少将（当時）(Günther Pancke)、オットー・ホフマンSS中将（当時）、リヒャルト・ヒルデブラントSS大将が務めた。

#### ドイツ民族性強化国家委員会
ドイツ民族性強化国家委員会（Reichskommissar für die Festigung deutschen Volkstums、略称RKFDV）は、1939年10月7日にハインリヒ・ヒムラーがヒトラーより「ドイツ民族性強化国家委員」に任命されたことにより設置された官庁である。親衛隊の本部のひとつとなった。ナチス・ドイツは占領した地域をドイツ化することを目指していた。そのためのドイツ人の再植民などを担当するのがこの部署であった。長官はウルリヒ・グライフェルトSS大将が務めた。

#### ドイツ民族対策本部
ドイツ民族対策本部（Hauptamt Volksdeutsche Mittelstelle、略称VOMI）は、東欧諸国や旧ドイツ植民地から民族ドイツ人の帰国を支援するための組織である。またドイツ人の再植民にもあたった。この面においてドイツ民族性強化国家委員会と似た役割を担うが、こちらは特に再植民の技術面や組織面を担当し、一方、民族性強化国家委員会の方は計画と執行を担当した。長官はヴェルナー・ローレンツSS大将が務めた。

#### 親衛隊経済管理本部
親衛隊経済管理本部（Wirtschafts- und Verwaltungshauptamt、略称WVHA）は、親衛隊の財政を管理する本部。長官はオズヴァルト・ポールSS大将。前身は1939年6月に親衛隊本部から独立する形で創設された「経済および管理本部」(Hauptamt Verwaltung und Wirtschaft) と「予算および建設本部」(Hauptamt Haushalt und Bauten) である。1942年2月1日にこの2つの本部が統合されて誕生したのが親衛隊経済管理本部である。親衛隊の企業の経営の監督や強制収容所の運営の監督などを行った。また大戦末期にはV2ロケットの生産の監督は陸軍から親衛隊経済管理本部C局のハンス・カムラーSS大将の下に移されている。親衛隊経済管理本部は以下のように編成されていた。
- A局、部隊管理 (Truppenverwaltung)
  - 局長: ハインツ・ファンスラウSS少将 (de:Heinz Fanslau)
- B局、部隊経済 (Truppenwirtschaft)
  - 局長: ゲオルク・レーナーSS中将 (Georg Lörner)
- C局、建設 (Bauwesen)
  - 局長: ハンス・カムラーSS大将
- D局、強制収容所運営 (Konzentrationslagerwesen)
  - 局長: リヒャルト・グリュックスSS中将
    - 親衛隊髑髏部隊（1942年以前は親衛隊本部、親衛隊作戦本部の管轄）
- W局、経済活動 (Wirtschaftsunternehmungen)
  - 局長: オズヴァルト・ポールSS大将、後にアウグスト・フランクSS大将 (August Frank)

### 地方組織
親衛隊はドイツ全土に地区区分を行い、その地区ごとに指導者 (Führer) を任命して親衛隊の地方組織の管理をさせた。親衛隊の地区区分は、もともと突撃隊 (SA) にならって親衛隊集団 (SS-Gruppen) の下に複数の親衛隊地区 (SS-Abschnitte) を置く形で区分されていた。しかし1933年に親衛隊上級地区 (SS-Oberabschnitte) が新設され、その下に複数の親衛隊地区 (SS-Abschnitte) が置かれる形に変更された。それぞれの親衛隊地区には親衛隊連隊 (SS-Standarten)、親衛隊大隊 (SS-Obersturmbanne)、親衛隊中隊 (SS-Sturmbanne) が属していた。こうした親衛隊地方組織は中央組織から監督と指令を受けた。
親衛隊上級地区 (SS-Oberabschnitte) は1933年の段階で12個存在していた。1938年には14個になり、さらに1941年には19個置かれた。1937年11月13日にヒムラーは「親衛隊及び警察高級指導者」（Höhere SS- und Polizeiführer、略称HSSPF）をドイツの各地域に設置したが、親衛隊上級地区の指導者がこれを兼務するのが通例であった。「親衛隊地区指導者」は一部を除いてドイツ国内にのみ設置されていたが、「親衛隊及び警察高級指導者」は第二次世界大戦中のドイツ国防軍占領地域にも設置されていた。

## 親衛隊員について

### 親衛隊員の入隊の流れ
親衛隊の採用基準は特にナチス党政権掌握後から第二次世界大戦開戦前までに厳しかった。親衛隊員となるためにはまず親衛隊人種及び移住本部 (RuSHA) の人種委員会の選考を通る必要があった。人種委員会には以下のような人種観があった。
1. 純粋北方人種
2. 圧倒的に北方人種であるかファーレン人種
3. 基本的に先の2つの人種だが、それにアルプス山地人種、ディナール人種（南欧）、地中海人種が少し混じっている人種
4. 東方（＝東欧）系。もしくはアルプス系混血
5. ヨーロッパ人以外の外人種との混血

このうち親衛隊員として選考対象になりうるのは1と2、少なくとも3までとされていた。さらに身長が最低170センチ（親衛隊特務部隊は更に4センチ加算）、上限30歳（特務部隊は23歳）、体格といった基準があった。血統が1650年辺りにまでアーリアの祖先を遡れる事、などの基準もあったが、この基準は厳しすぎたため、1936年に「1800年」に引き下げられ、さらに1937年には二代前まで引き下げられている。
親衛隊ではこうした人種的、肉体的採用基準のみが重視され、一般的な組織における採用基準となりやすい知的能力については何の基準も存在しなかった。採用試験に合格した後も親衛隊候補生 (SS-Anwärter) として訓練と試験が行われた。11月9日のミュンヘン一揆記念日に襟章なしの親衛隊制服の着用を許され、志願兵として認められた。続いて1月30日のナチス党政権掌握記念日に仮隊員証が授与された。そして4月20日の総統誕生日に正式に入隊宣言とともに襟章と正式な隊員章が授与された。その際の入隊宣言は次の通りであった。
この後、10月1日の正式入隊日までにドイツ国家スポーツ記章 (Deutsches Reichssportabzeichen) を授与され、さらに教義問答を受ける必要があった。次のような問答であった
10月1日の入隊後、国防軍での訓練期間を経ることになる。国防軍での成績が良好の場合、一か月以内に親衛隊に編入された。二度目の11月9日には自分と自分の子孫が1931年12月31日に制定された親衛隊の結婚条例（親衛隊全国指導者もしくはRuSHAが許可した「人種的に問題がなく、また遺伝的な病気のない健康的血統」の女性とのみ結婚すること）を守ることを宣誓した。この宣誓をした隊員にはようやく「Meine Ehre heißt Treue（忠誠こそわが名誉）」の文字の入ったSS短剣が授与されるのであった。

### 若き幹部達
親衛隊の人事規則には親衛隊中将以上には原則として45歳以上、親衛隊准将は40歳以上、親衛隊大佐は35歳以上、親衛隊少佐は30歳以上という年齢制限が定められていた。しかし実際にはこの年齢より若くしてその階級に達している者が多い。1939年1月時点で親衛隊大将は11名いたが、うち6名は44歳以下であった。同じく親衛隊中将は23名いたが、うち12名が44歳以下であった。他の軍隊組織と比較すればナチス親衛隊の幹部の若さは群を抜いていた。
最も若くして昇りつめたのはフリッツ・ヴァイツェル (Fritz Weitzel) という若い古参党員である。彼は1931年に27歳で親衛隊中将となり、1934年に30歳で親衛隊大将に昇進している。なお親衛隊全国指導者ハインリヒ・ヒムラーも28歳という若さで親衛隊全国指導者となっている。
世代別にみると1894年から1900年生まれが親衛隊大将の半数以上を占めており、最も多いのは1896年生まれである。以下は主な親衛隊大将の年齢に関する表である。
| 名前                           | 生年   | SS入隊（年齢） | 少将昇進（年齢） | 中将昇進（年齢） | 大将昇進（年齢） |
| ------------------------------ | ------ | -------------- | ---------------- | ---------------- | ---------------- |
| パウル・ハウサー               | 1880年 | 1934年（54歳） | 1936年（55歳）   | 1939年（58歳）   | 1941年（60歳）   |
| ヨーゼフ・ディートリヒ         | 1892年 | 1928年（35歳） | -                | 1931年（39歳）   | 1934年（42歳）   |
| テオドール・アイケ             | 1892年 | 1930年（37歳） | 1934年（41歳）   | 1934年（41歳）   | 1942年（49歳）   |
| ヴィルヘルム・ビットリヒ       | 1894年 | 1932年（38歳） | 1941年（47歳）   | 1943年（49歳）   | 1944年（50歳）   |
| ヨシアス・ツー・ヴァルデック   | 1896年 | 1930年（33歳） | -                | 1932年（35歳）   | 1936年（36歳）   |
| フェリックス・シュタイナー     | 1896年 | 1935年（39歳） | 1940年（44歳）   | 1942年（45歳）   | 1944年（48歳）   |
| ゴットロープ・ベルガー         | 1896年 | 1936年（39歳） | 1939年（42歳）   | 1941年（44歳）   | 1943年（46歳）   |
| クルト・ダリューゲ             | 1897年 | 1930年（32歳） | 1931年（33歳）   | 1932年（34歳）   | 1934年（36歳）   |
| ヘルベルト・オットー・ギレ     | 1897年 | 1931年（34歳） | 1942年（45歳）   | 1943年（46歳）   | 1944年（47歳）   |
| エーリヒ・フォン・デム・バッハ | 1899年 | 1931年（31歳） | 1933年（34歳）   | 1934年（35歳）   | 1941年（42歳）   |
| カール・ヴォルフ               | 1900年 | 1931年（31歳） | 1935年（35歳）   | 1937年（36歳）   | 1942年（41歳）   |
| エルンスト・カルテンブルンナー | 1903年 | 1932年（29歳） | 1938年（34歳）   | 1938年（34歳）   | 1943年（39歳）   |
| ヴェルナー・ベスト             | 1903年 | 1931年（28歳） | 1939年（35歳）   | 1942年（39歳）   | 1944年（40歳）   |
| ラインハルト・ハイドリヒ       | 1904年 | 1931年（27歳） | 1933年（29歳）   | 1934年（30歳）   | 1941年（37歳）   |

### 親衛隊員の入れ墨
親衛隊員は医療識別票として左の腋下に血液型を入れ墨した。親衛隊員は優秀な存在であり、万一の場合には他の兵士に優先して輸血を受ける権利がある、という指導部の思想のためである。ただし、その入れ墨は親衛隊員であった動かぬ証拠となり、戦後、刑事責任追及のための身柄確保に役立つこととなった。現在でもナチ・ハンターはこの入れ墨及びそれを消した瘢痕を犯人性判断のための最大の間接事実としている。

### 旧王族・貴族層の親衛隊員
親衛隊にはドイツ帝国領邦の旧王族や貴族が多数参加していた。王族・貴族層は親衛隊の中に決して少なくなく、1938年の時点で親衛隊大将の18.7%、親衛隊中将の9.8%、親衛隊少将の14.3%、親衛隊大佐の8.4%を占めていた。たとえば下のような者達がいた。
- ヨシアス・ツー・ヴァルデック＝ピルモント太子（ヴァルデック侯国太子）
- フリードリヒ・フランツ・ツー・メクレンブルク大公太子 （メクレンブルク＝シュヴェリーン大公国太子）
- クリストフ・フォン・ヘッセン（ヘッセン＝カッセル方伯家出身）
- ヴィルヘルム・フォン・ヘッセン (1905-1942)（ヘッセン＝フィリップスタール方伯家出身）
- フランツ・ヨーゼフ・フォン・ホーヘンツォレルン＝エムデン王子 (Franz Joseph Prinz von Hohenzollern-Emden)（ホーエンツォレルン＝ジグマリンゲン侯家出身）
- カール・クリスチアン・ツア・リッペ＝ヴァイセンフェルト王子 (Karl Christian zur Lippe-Weißenfeld)（リッペ家出身）
- ゲオルク・フォン・バッセヴィッツ＝ベール伯爵
- カール・フリードリヒ・フォン・ピュックラー＝ブルクハウス、フォン・グローディッツ伯爵・男爵
- ゴットフリート・フォン・ビスマルク＝シェーンハウゼン伯爵（ドイツ帝国宰相オットー・フォン・ビスマルクの孫）
- フリードリヒ・フォン・シューレンブルク伯爵 (Friedrich Graf von der Schulenburg)
- ヴォルフ＝ハインリヒ・フォン・ヘルドルフ伯爵
- ヒアツィント・シュトラハヴィッツ伯爵
- オイゲン・フォン・クウォード＝ヴァイクラート＝イスニー伯爵 (Eugen Graf von Quadt zu Wykradt und Isny)
- フリードリヒ・カール・フォン・エーベルシュタイン男爵
- ルドルフ・フォン・ガイアー男爵 (de:Rudolf Freiherr von Geyr)
- ヘルマン・フォン・シャーデ男爵 (de:Hermann Freiherr von Schade)
- オットー・フォン・フリックス男爵 (Otto Freiherr von Fircks)
- アントン・フォン・ホーベルク＝ブーフヴァルト男爵
- ハンス・ヨアヒム・フォン・クリュードナー男爵 (Hans-Joachim Freiherr von Kruedener)
- カシウス・フォン・モンティグニー男爵 (Cassius Freiherr von Montigny)
- アドルフ・フォン・エインハウゼン男爵 (Adolf Freiherr von Oeynhausen)
- ハンス・アルビン・フォン・ライツェンシュタイン男爵 (Hans-Albin Freiherr von Reitzenstein)
- クルト・フォン・シュレーダー男爵 (Kurt Freiherr von Schröder)
- クーノ・フォン・エルツ＝リューベナッハ帝国男爵及び領主 (Kuno Reichsfreiherr und Edler Herr von und zu Eltz-Rübenach)

## 思想

### 人種観
ヒトラーは『我が闘争』の中で左翼政党、金融資本、国民経済空洞化、議会主義、自由主義、平和主義など「ドイツ労働者を墜落させる」要素はすべてユダヤ人の世界陰謀であり、全ての歴史は「文化創造人種アーリア人VS文化破壊人種ユダヤ人」という文脈で捉えられると主張していた。
親衛隊もこのヒトラーの思想を受け継いでいた。親衛隊の人種理論を立てていたリヒャルト・ヴァルター・ダレは「歴史上の偉大な帝国や文明はほとんどが北方人種によって作られ、維持されてきた。これらの帝国が滅びたのはそれを作った北方人種の血が守られなかったためだ」と主張し、北方人種の血を守るために有害なユダヤ人、フリーメーソン、キリスト教会などを排除する必要性を訴えた。
親衛隊員の世界観教育ははじめ親衛隊人種及び移住本部が所管していたことから人種教育に力を入れていたことが分かる。しかし人種関連の講義は隊員から人気がなく、形骸化していったため、世界観教育は後に親衛隊本部の所管となった。

### 宗教観
親衛隊全国指導者ハインリヒ・ヒムラーは、親衛隊の隊員をキリスト教から切り離し、古代ゲルマン異教思想を持たせることに努めた。婚姻条例において隊員の結婚式をキリスト教会で行うことを禁じ、親衛隊の部隊において結婚式を執り行わせた。その結婚式では上官の親衛隊将校が牧師の代わりを務めた。またクリスマスを祝う習慣を無くすべく、冬至祭（ユール）を祝うことを奨励した。
1934年7月にはフン族の攻撃を防いだと言われるヴェーヴェルスブルクの古城が親衛隊に購入された。ヒムラーはこの城に『アーサー王物語』や『円卓の騎士』に強い影響を受けた大改築を行い、ここをゲルマン異教の儀式の中心地にしようとした。親衛隊幹部はこの城のヒムラーとともに数時間の瞑想を強要されたという。1935年にはヒムラーの主導で「ユダヤ＝ボルシェヴィキから北方インド＝ゲルマン人種を守るための研究機関」としてアーネンエルベが創設された。ここではヒムラーの異教思想を科学的に実証しようと試みられた。
しかしながら結局隊員達をキリスト教から切り離すことはなかなかできなかった。婚姻規則は隊員たちから不評を買ったため、結局、処分用件が緩和されていった。1935年には婚姻条例に反した隊員は親衛隊から追放するとしていたが、1937年には人種条項に反した結婚でなければ、それ以外の婚姻条例に違反していたとしても必ずしも追放されないと修正された。さらに1940年には人種条項以外の規定のために追放された隊員は人種条項に反していなければ再入隊が認められるとも定められた。
一般親衛隊は3分の2が変わらずキリスト教徒だった。雑多な人種がいた武装親衛隊や親衛隊髑髏部隊では比較的非キリスト教徒が多く、武装親衛隊の53.6%、髑髏部隊の69%が非キリスト教徒であったが、戦争中にはカトリックの司祭がそれぞれの武装親衛隊部隊に配属されていた。武装親衛隊の将軍の中にはヴィルヘルム・ビットリヒのように執務室にキリスト教の礼拝堂を置く者もいた。
ヒムラーの異教思想は他のナチ党幹部にも受けが悪く、ヨーゼフ・ゲッベルスは1935年8月21日の日記に「ローゼンベルクとヒムラーとダレは、ばかばかしい儀式は止めるべきだ。バカバカしいドイツ崇拝は全部やめさせなければならない。こんなサボタージュをする奴らには武器だけを持たせよう」と書いている。ヒムラーはヴェーヴェルスブルク城にヒトラーの部屋を作らせ、その訪問を心待ちにしていたが、最後までヒトラーから相手にされることはなかった。

## 制服

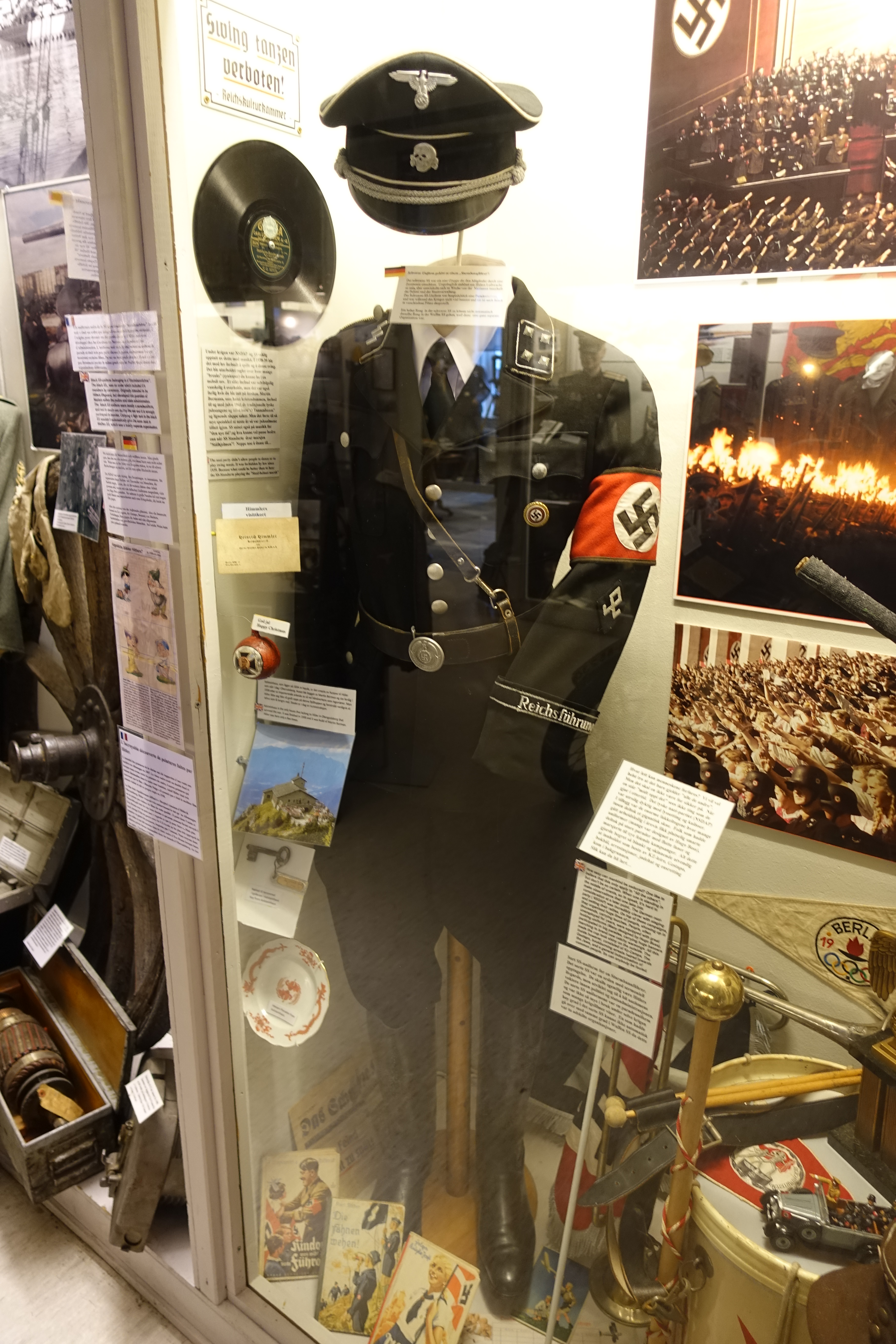
親衛隊の黒服制服。ノルウェーのロフォーテン戦争記念博物館にて

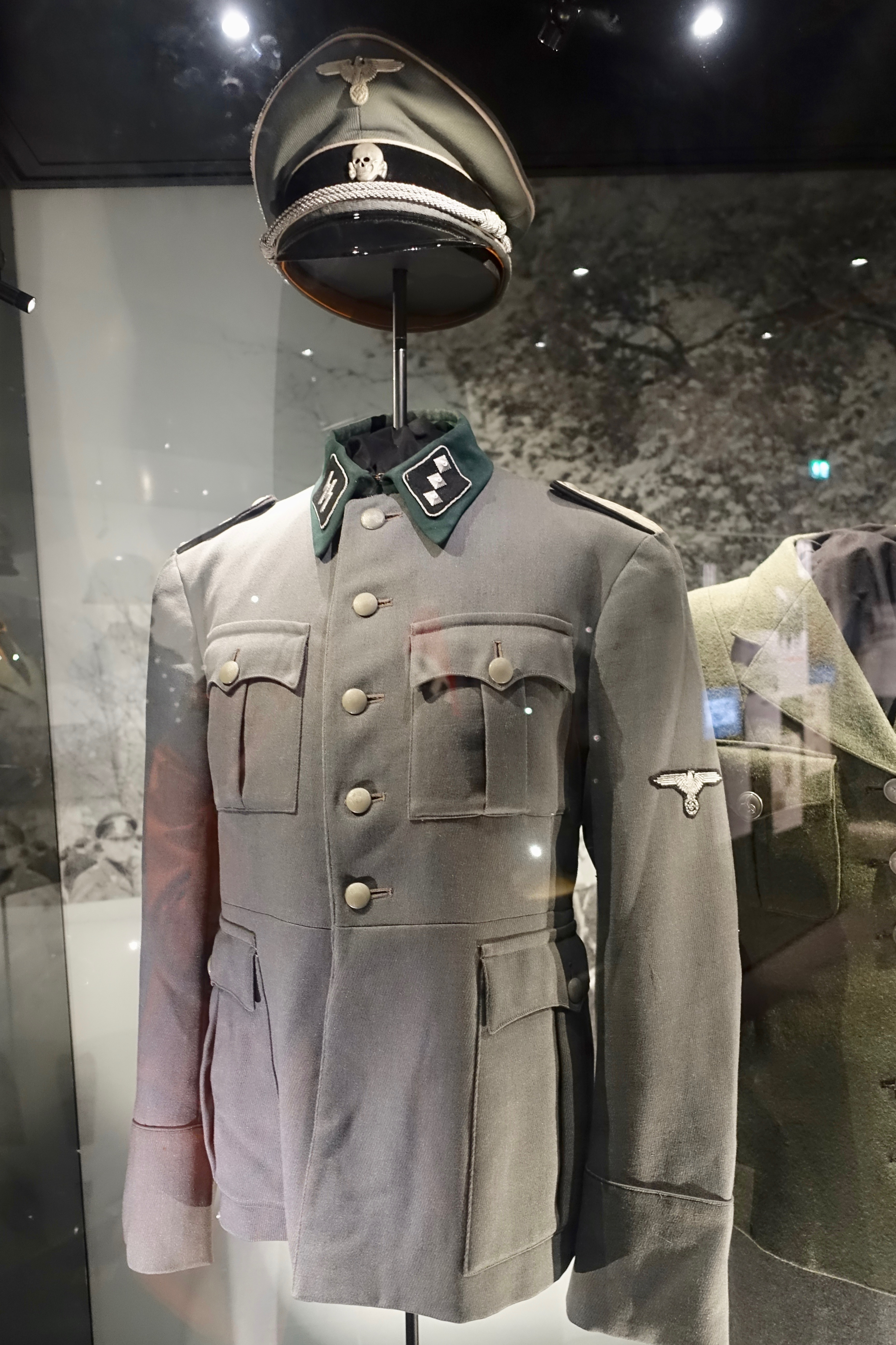
武装親衛隊将校の野戦服。ノルウェー軍博物館（Forsvarsmuseet）所蔵品

親衛隊の制服はそのデザインのスマートさから、世界中のミリタリーマニアに非常に人気の高い制服としても知られる。ただし、多くの親衛隊員は戦犯追及される事を怖れ、連合国へ降伏する時に親衛隊の制服を廃棄して国防軍の制服に着替えたので、現存する本物は極めて少数であり、現在入手可能な物はほとんどが戦後に外国で復刻されたレプリカである（ドイツは国内でのナチ賛美に繋がる物品の製造や販売を厳しく規制している。違反した場合は民衆扇動罪で処罰される。外国からの輸入も例外ではない）。
親衛隊は1932年まで突撃隊と同型で色だけ異なる制服を使用していた。シャツはSAと同じで褐色だったが、ケピ帽やネクタイ、ズボンなどは黒を基調とした。色以外でSAの制服と違っていたのは、ケピ帽に髑髏(トーテンコップ)の徽章を入れていることである。髑髏は最初期からずっと親衛隊の徽章であり続けた。ドイツにおける髑髏は、もともとプロイセン王国の第1近衛軽騎兵連隊(de)と第2近衛軽騎兵連隊(de)が「死を恐れぬ軍人」という意味で採用した事に始まる。以降ドイツにおいて髑髏はエリート部隊の意味合いを持つようになった。当初親衛隊は下顎がない伝統的な髑髏を使用していたが、1934年にドイツ陸軍が機甲師団を編成し、戦車兵の制服の襟章に親衛隊の物と同じプロイセン時代からの髑髏を使用するようになったため、混同されないよう親衛隊の髑髏の形に変更が加えられ、下顎がつけられてよりリアルな髑髏になった。この形は伝統的なものではなく親衛隊独自のトーテンコップである。
1932年7月7日に制服が大きく改訂され、親衛隊の制服として有名な「黒服」が定められた。フラップポケットが上下に2つずつ4個付いた黒い背広服を着用し、右肩のみに肩章があるのが特徴的であった。制帽はケピ帽から軍帽型の帽子に変更されたが、髑髏の徽章は引き続き使用された。「黒服」のデザインのモデルとなったのはプロイセン王国時代の近衛軽騎兵である。「黒」は神聖ローマ帝国やプロイセン王国の旗の一部を構成する色でもあり、ドイツにとって象徴的な色で高貴な部隊であることを意味する。
1937年に親衛隊特務部隊(武装親衛隊)と親衛隊髑髏部隊用にドイツ陸軍の野戦服を参考にしてフィールドグレーの野戦服が導入された。これは詰襟でも開襟でも着ることができた。
1938年から一般親衛隊の本部に勤務する常勤隊員用に「フィールドグレーの制服」が導入された。「黒服」と大体同型であるが、「黒服」が右肩にのみ肩章があるのに対して「フィールドグレーの制服」は両肩に肩章があった。またハーケンクロイツの腕章の代わりに腕の部分に鷲章が刺繍されることとなった。
親衛隊の制服は右襟の徽章とカフタイトル(袖章)でもって所属部隊や所管などを示し、左襟の徽章で階級を示した（ただし親衛隊大佐以上の階級の者は左右両襟は対称の柏葉による階級章になっており、襟章は階級のみを示すものだった）。肩章もあったが、一般親衛隊においては肩章は下士官兵卒、尉官、佐官、将官という大雑把な区別をするための物であり、正確な階級は襟章で示した。しかし1938年以降の親衛隊特務部隊(武装親衛隊)においては肩章でも階級を示していた。